# Loge l’Amitié

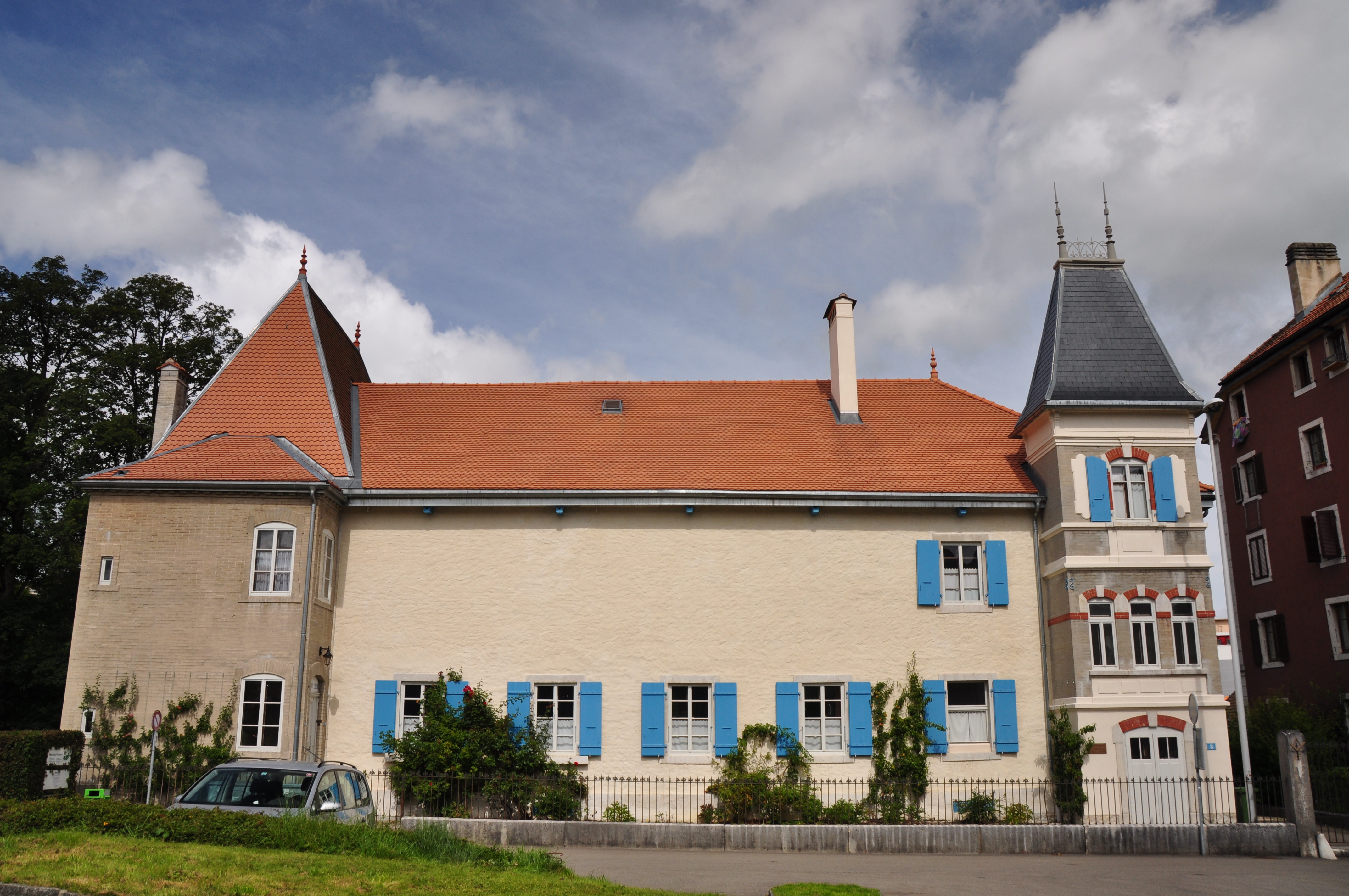
Loge l’Amitié, Ansicht der Südseite

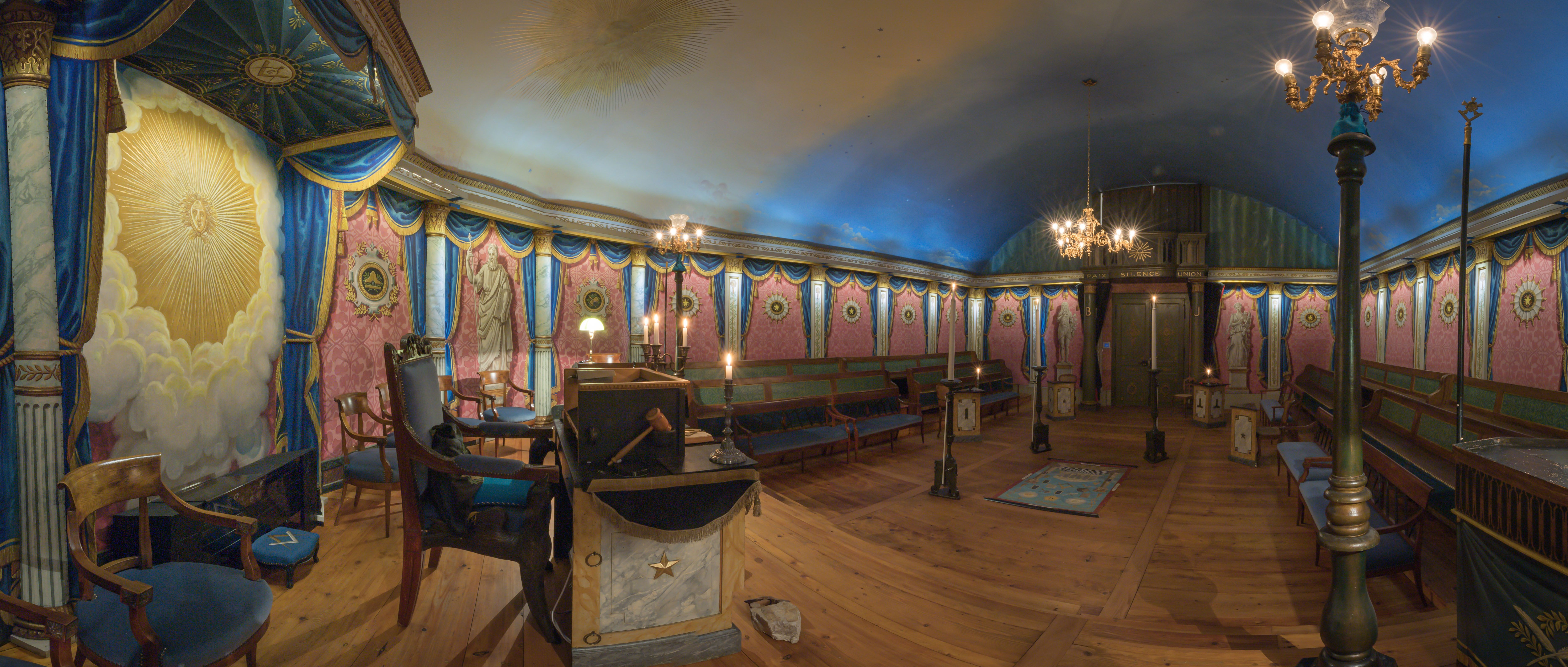
Hauptsaal der Loge

Die Loge L’Amitié ist eine Freimaurerloge in La Chaux-de-Fonds in der Schweiz. Das Gebäude ist ein Kulturgut von nationaler Bedeutung im Kanton Neuenburg.

## Geschichte
Die Loge l’Amitié befindet sich neben dem Musée international d’horlogerie und dem Musée d’histoire. Sie wurde 1819 als eine der ersten Logen der Schweiz gegründet und gehört mit jenen von Le Locle (Les Vrais Frères Unis), Neuchâtel (La Bonne Harmonie) und Fleurier (L’Égalité) zu den vier Logen im Kanton Neuenburg.
Das Fürstentum Neuenburg hatte sich in einer früheren Phase seiner Geschichte das protestantische Preussen als Schutzmacht erwählt, doch verlangten viele Neuenburger nun die Überwindung der monarchistischen Staatsform und die Loslösung von der fremden Macht. Am Neuenburger Aufstand in zwei Revolten (ab dem 13. September und Anfang Dezember 1831) waren viele Freimaurer beteiligt. Der preussische Gouverneur Ernst von Pfuel verhängte lebenslängliche Haftstrafen und Verbannungen. Alphonse Bourquin, der die Übergangsregierung zur Konstituierung der Republik angeführt hatte, wurde in Abwesenheit zum Tode verurteilt. 1836 war die Loge gezwungen, den ursprünglichen Sitz an der Rue de la Chapelle aufzugeben. Nach mehreren Standortwechseln wurde 1844–1845 an der Seite eines kleinen Hügels ausserhalb des Ortskerns ein Neubau erstellt.
1894 kam der östliche Turm hinzu und im folgenden Jahr entstand der westliche Turmanbau. Inzwischen hatten die Neuenburger Revolution und der Neuenburgerhandel viel verändert. Architekten der verschiedenen Bau- und Ausbauphasen waren J.-Victor Colin, Louis Reutter und Eugène Schaltenbrand. Die Mitglieder entwickelten ein intensives gesellschaftliches und philanthropisches Wirken. Dies hatte auch eine ganz praktische Seite, unterhielt die Loge doch zunächst ein eigenes Trinklokal und eine Volksküche. Auch ein Laden für gebrauchte Sachen namens La Glaneuse und eine 1877 eröffnete Kinderkrippe gehen auf sie zurück. 1892 baute sie der Krippe ein eigenes Haus in der Rue du Manège 11 unweit des Gebäudes L’Ancien Manège, um Familien zu helfen, in denen beide Eltern tagsüber arbeiteten. Von Aussen nüchtern in seiner Erscheinung, weist die Loge im Inneren einen aufwändigen Ausbau und Wandmalereien in der Art des Trompe-l’œil auf. 2005 bis 2008 wurde die Loge l’Amitié vollständig restauriert.